# Дінон
Дінон (грец. Δίνων або Δείνων), (бл. 360 до н. е. — 330 до н. е.) — давньогрецький історик. Про особисте життя та його твори відомо небагато. Ймовірно, про нього згадує Пліній Старший, як Діон Колофонський, а тому, можливо, був уродженцем Колофона і батьком популярного історика Александрії Клітарха. 

## Твір Персія
Його твір під назвою «Персія» був розділений щонайменше на три серії, кожна з яких містила кілька книг. Найдавніша подія, про яку відомо з цього твору, згадує царицю Семіраміду; найпізніша — завоювання Єгипту Артаксерксом III Охом у 343 - 342 р. до н. е.. Можливо, що його розташування епізодів не було хронологічним, а тематичним і сповненим відступів, тому не обов'язково передбачало віднесення згадок про ассирійців, Кіра і Камбіза до першої частини. Зазвичай вважають Дінона вигадником фактів і знецінюють його розповіді як адаптації оповідей Ктесія або як відлуння офіційної версії. Проте, незважаючи на їх еллінське забарвлення та драматичний колорит, розповіді Дінона, здається, передають досить надійні деталі перського життя. Навіть Корнелій Непот явно вихваляє його надійність. Дінон, який ставав дедалі популярнішим у пізньореспубліканській та ранньоімперській Римі, використовувався Цицероном і, ймовірно, Непотом у «Datames» та «De regibus», Помпеєм Трогом та Діодором Сицилійським. Плутарх широко використовує його в «Artaxerxes», а також згадує його в «Themistocles» і «Alexander».